# Harmanli
Harmanli (búlgaro: Харманли) é uma cidade da Bulgária, localizada no distrito de Haskovo. A sua população era de 18,557 habitantes segundo o censo de 2010.

## População
| Harmanli | Harmanli | Harmanli | Harmanli | Harmanli | Harmanli | Harmanli | Harmanli | Harmanli | Harmanli | Harmanli | Harmanli | Harmanli | Harmanli | Harmanli | Harmanli | Harmanli | Harmanli | Harmanli | Harmanli |
| --- | -------- | -------- | -------- | -------- | -------- | -------- | -------- | -------- | -------- | -------- | -------- | -------- | -------- | -------- | -------- | -------- | -------- | -------- | -------- |
| Ano | 1887     | 1910     | 1934     | 1946     | 1956     | 1965     | 1975     | 1985     | 1992     | 2001     | 2002     | 2003     | 2004     | 2005     | 2006     | 2007     | 2008     | 2009     | 2010     |
| População |          |          |          | 9,225    | 12,553   | 15,502   | 19,255   | 20,992   | 21,349   | 19,927   | 19,768   | 19,685   | 19,402   | 19,198   | 19,025   | 18,953   | 18,746   | 18,691   | 18,557   |
| Fontes: Instituto Nacional de Estatísticas, „citypopulation.de“, „pop-stat.mashke.org“, Bulgarian Academy of Sciences |          |          |          |          |          |          |          |          |          |          |          |          |          |          |          |          |          |          |          |